# Frein à tambour
 (janvier 2020).
Si vous disposez d'ouvrages ou d'articles de référence ou si vous connaissez des sites web de qualité traitant du thème abordé ici, merci de compléter l'article en donnant les références utiles à sa vérifiabilité et en les liant à la section « Notes et références ».
Pour les articles homonymes, voir Frein (homonymie).

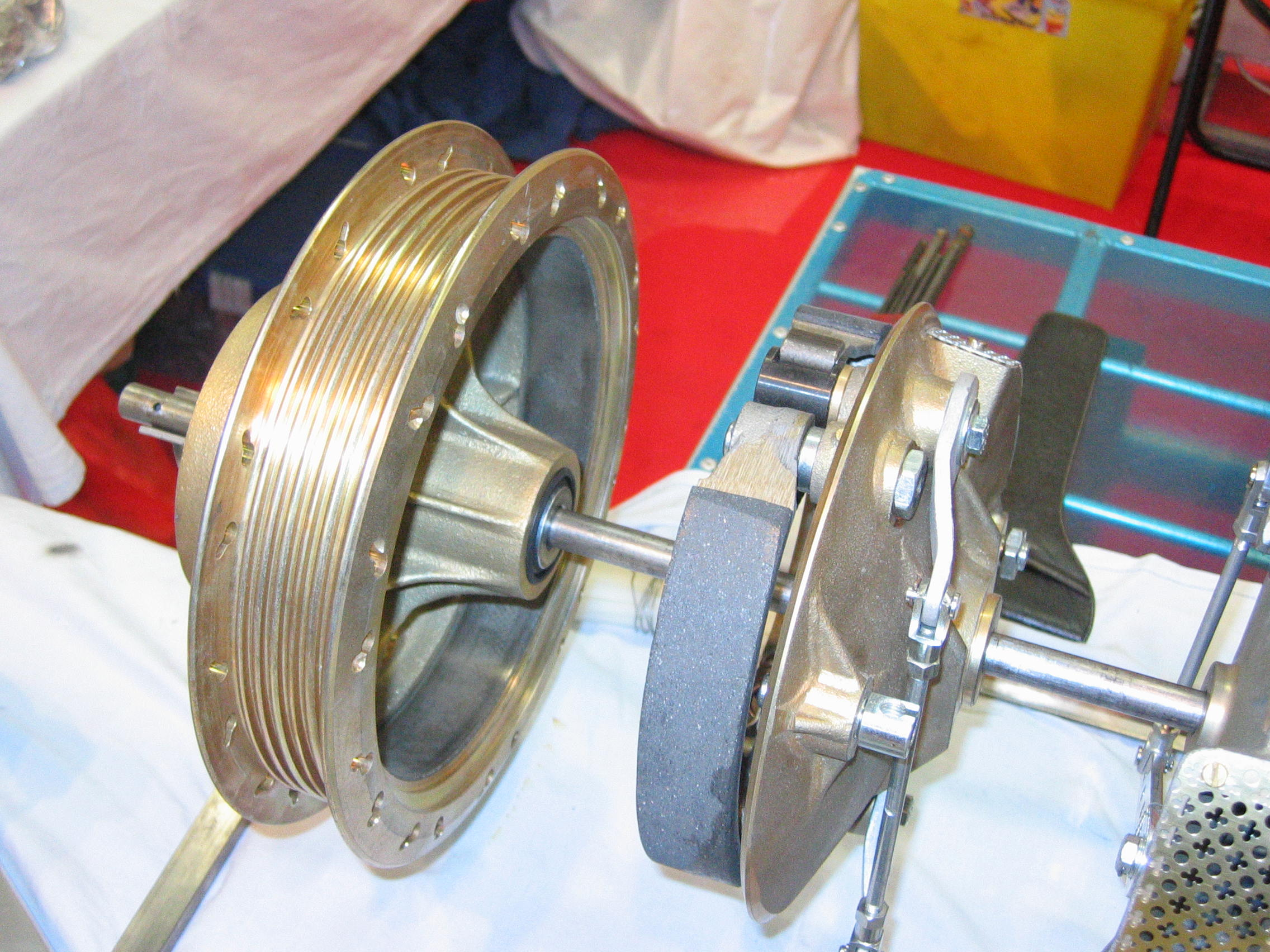
Éclaté d'un frein à tambour d'une moto :
- à gauche, le tambour,
- à droite les garnitures,
- On distingue la came en haut.

Un frein à tambour est un système de freinage constitué d’une cloche (le tambour, solidaire de la roue), à l'intérieur de laquelle se trouve un mécanisme (solidaire du moyeux de la roue) comportant au moins deux mâchoires en forme d’arc de cercle munies de garnitures. Sous l’action de cames ou de pistons les garnitures des mâchoires viennent frotter sur l’intérieur du tambour. La structure du tambour est assez simple. Sa caractéristique est la présence de plusieurs ressorts qui empêchent les coussinets de bouger spontanément et assurent également le transfert automatique vers la position de non-travail après que le piston a cessé d'appuyer dessus.
Les cames sont actionnées par une commande mécanique (câble, tirant) alors que les pistons sont les récepteurs d'une commande hydraulique.

## Description

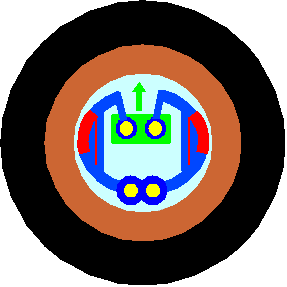
Frein à tambour à came.
En rouge les garnitures, en jaune des pivots, en vert la came.
En montant, la came écarte les garnitures et les plaque contre le tambour.

Frein à tambour à piston, desserré (gauche) et serré (droite).
- 1. Tambour.
- 2. Piston.
- 3. Ressort de rappel.
- 4. Garniture.
- 5. Mâchoire.
- 6. Pivot.

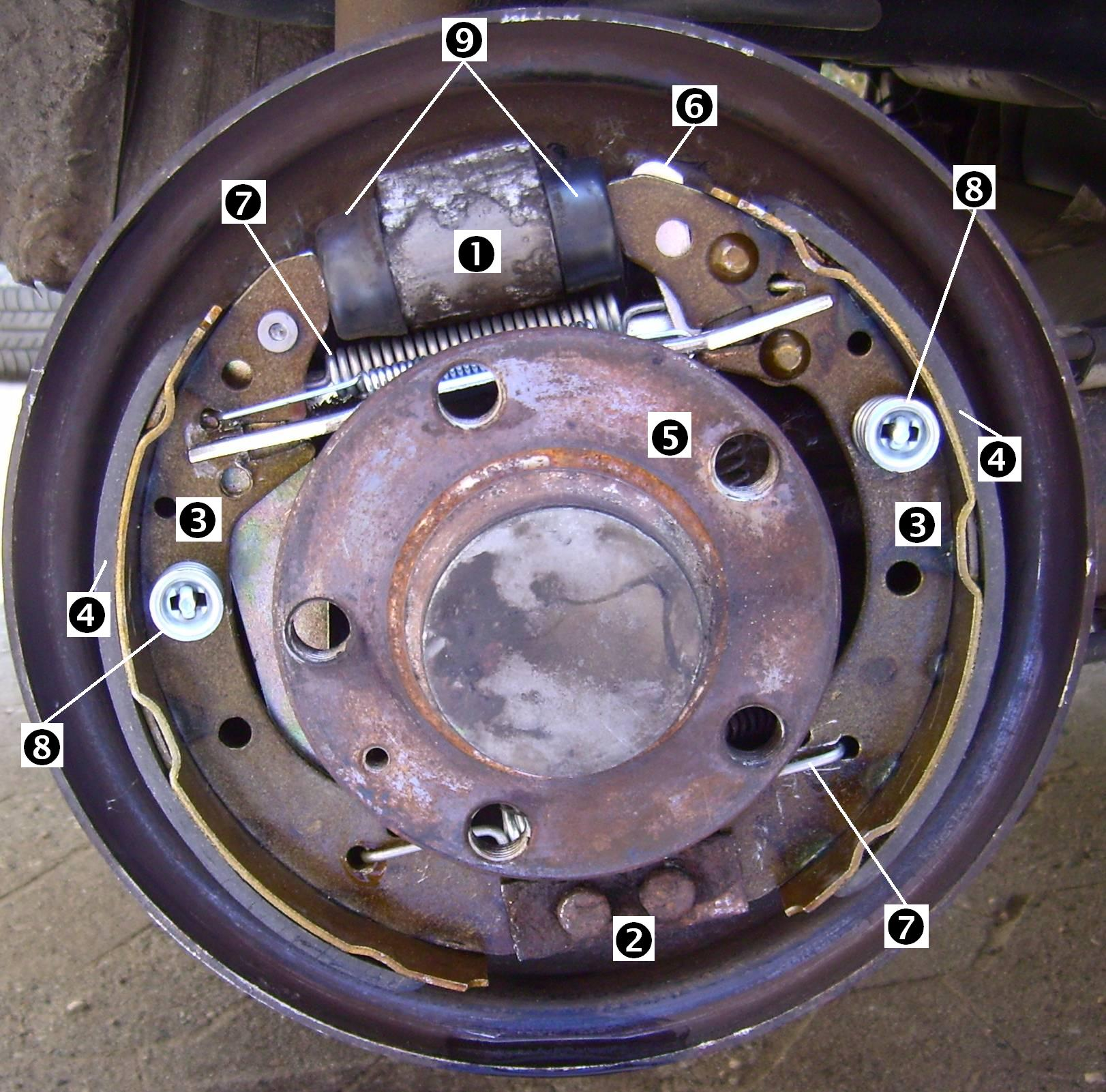
Vue sur le frein à tambour ouvert (tambour de frein retiré) d'une Škoda Fabia I
1 Piston
2 Support inférieur (contre-palier ou pivot)
3 Mâchoires de frein (gauche et droite)
4 Garnitures de frein
5 Moyeu de roue avec cinq filetages pour boulons de roue
6 Coin de réglage
7 Ressorts de rappel (haut et bas)
8 Ressorts de maintien
9 Capuchons anti-poussière du piston

Le frein à tambour comporte sur la partie fixe du moyeu :
- deux mâchoires de frein en arc de cercle mobile s'écartant et frottant par l'intermédiaire de garnitures (plus tendres que le métal du tambour) sur l’intérieur du tambour ;
- des actionneurs : une ou deux cames pour pousser les mâchoires sur le tambour[N 1] ou des pistons pour les freins à commande hydraulique ;
- des ressorts sont chargés de ramener les mâchoires à leur position de repos .

## Fonctionnement
1. Lorsque ni la pédale de frein ni le frein à main ne sont actionnés, les mâchoires frottent légerement l’intérieur du tambour lui permettant de tourner librement.
2. Lorsque le frein est actionné, le piston pousse les mâchoires vers le tambour. Cela entraîne un frottement très important qui transforme l'énergie cinétique en chaleur ce qui réduit la rotation du tambour et ralentit la machine qui en est équipée.
3. Lorsque l’on relâche le frein, le ressort de rappel permet aux mâchoires de revenir à leur position de repos, libérant le tambour.

## Histoire
Les freins à tambour ont été inventés par Louis Renault en 1902 et ont d'abord été utilisés dans l’automobile, puis dans l'aviation. Du fait du manque de résistance à l’échauffement de ceux-ci et des risques de blocage, les avions ont assez rapidement évolué vers les freins à disque plus performants.
Les automobiles ont évolué vers les freins à disque au travers de la compétition qui a eu besoin de freins plus puissants et plus performants que les automobiles « grand public » de l'époque. Aujourd'hui, les freins à tambour sont majoritairement installés à l'arrière des petites voitures. Ils sont moins coûteux tant en production qu’en entretien, puisque ces types de véhicule utilisent, la plupart du temps, les freins à disques uniquement à l'avant, en raison du transfert de masse au freinage. Pour les freins à main à commande mécanique, les freins à tambours sont plus faciles à mettre en œuvre et plus efficaces à faible vitesse que les freins à disques.

## Avantages et inconvénients
Par rapport au frein à disque caractérisé par sa progressivité, le frein à tambour a tendance à freiner en tout ou rien, car lorsque les mâchoires sont écartées, elles se trouvent comme « aspirées » par le tambour (effet dû aux formes et forces en jeu). Lorsque le frein à tambour est puissant, cela provoque facilement des blocages de roues dangereux pour la stabilité du véhicule, d'autant plus avec les commandes par câbles, dont le réglage est délicat.
Lorsque les mâchoires sont écartées par une seule came, le frein est peu efficace mais le risque de blocage est faible.
Lorsqu'elles sont écartées en plusieurs points (frein double came, ou plus), le nombre de points d'aspiration des garnitures augmente, et avec lui, la force de freinage et le risque de blocage.
C'est la raison pour laquelle la plupart des véhicules, surtout les véhicules à deux roues, sont maintenant équipés de freins à disque.
Sur le plan technique, le frein à tambour est étanche aux poussières et à l'eau. Cette étanchéité lui confère un inconvénient, le refroidissement, qui n'est pas très efficace et peut entraîner une surchauffe en cas de freinages longs ou répétés. Un frein à tambour se refroidit généralement par son pourtour extérieur, muni d'ailettes pour dissiper la chaleur. Certains modèles disposent d'ouïes de refroidissement qui forcent l'air à circuler à l'intérieur, mais au détriment de l’étanchéité, donc de la poussière et de l'usure mais aussi de l'introduction d'eau et du risque de gel de la mâchoire et des patins.
Un autre inconvénient du frein à tambour est sa faculté à parfois s'encrasser de manière importante, chose qui n'arrive pas avec un frein à disque, car les poussières issues du freinage sont automatiquement évacuées vers l'extérieur par la force centrifuge.
Les déformations des tambours et leur faible endurance à l'échauffement entraînent la disparition progressive de ce type de frein sur les véhicules récents. De plus, les freins à disques engendrent moins d'effet gyroscopique particulièrement préjudiciable à une motocyclette.